# Gohar Gasparián (cantante)

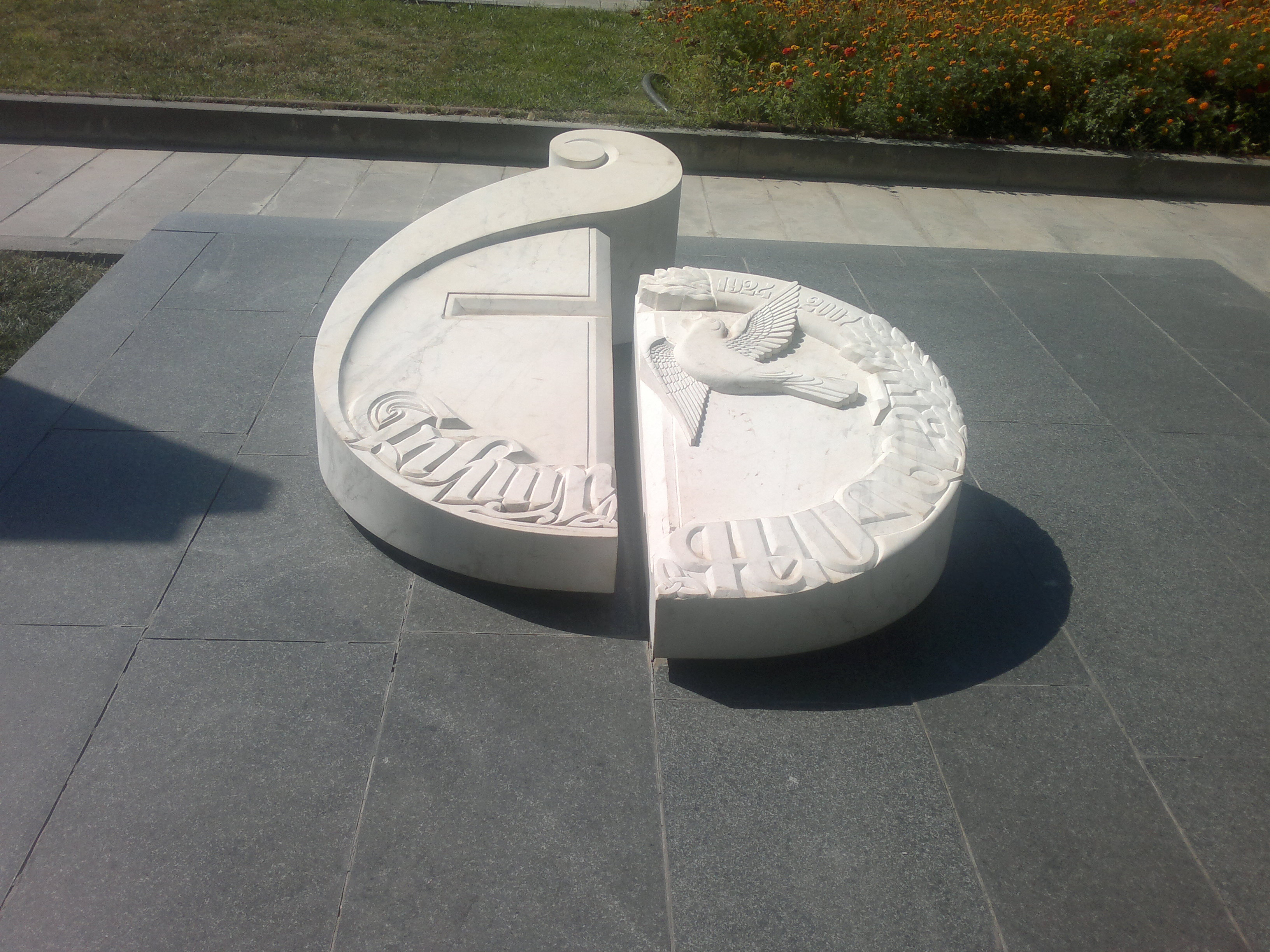
Tumba de Gohar Gasparyan en Armenia

Gohar Gasparián (en armenio: Գոհար Գասպարյան) (El Cairo, Egipto, 4 de diciembre de 1924 - Ereván, Armenia, 16 de mayo de 2007) fue una cantante de ópera armenia. Fue conocida también como "la ruiseñor armenia".

## Biografía
Nacida en una familia armenia establecida en El Cairo, Gasparián estudió en una academia de música en esa ciudad. En 1948, emigró a la República Socialista Soviética de Armenia junto con otros miles de armenios del Medio Oriente.
Actuó en 23 óperas en la Ópera de Ereván durante su larga carrera, a la par de muchos conciertos. También impartió clases en el Conservatorio Estatal Komitas de Ereván. Gasparyan fue condecorada como Artista del pueblo de la URSS, heroína del Trabajo Socialista y recibió la medalla de la orden de San Mesrob Mashtots.
Murió en Ereván y está enterrada en el Panteón de Komitas.